# よるめぐ
よるめぐは、熊本放送（RKK）で日曜日に放送されていたラジオ番組。

## 内容
今、巷で話題の気になるアレコレをその道のスペシャリストの方々を招いて、深く突っ込んだ話を聞きだし様々な事を教えてもらう、MEGの井戸端会議のような女性ならではの視点と、当時RKK入社から日が浅かった田名網の新人ならではの視点を織り交ぜ、旬の話題や情報を届ける番組。

## 放送時間
2015年4月-2017年3月迄は、日曜日22:00 - 22:59（JST）。
2017年4月-2018年9月迄は、日曜日13:00 - 14:00（JST）の放送だった。その為、「昼でもよるめぐ」と改題されていた。

## パーソナリティ
- MEG（タレント）
- 田名網駿一（熊本放送アナウンサー）

## 受賞歴等
- 2016年日本民間放送連盟賞 ラジオエンターテインメント部門 優秀賞[1]
- TBSラジオ『爆笑問題の日曜サンデー』の特別企画『JRN全日本ラジオ新番組選手権2015』で当番組がグランプリに輝く[2]（2015年4月）

## テーマ曲
- ルベッツ「Sugar Baby Love」（シュガー・ベイビー・ラブ）